# Culinária dos Países Baixos
´

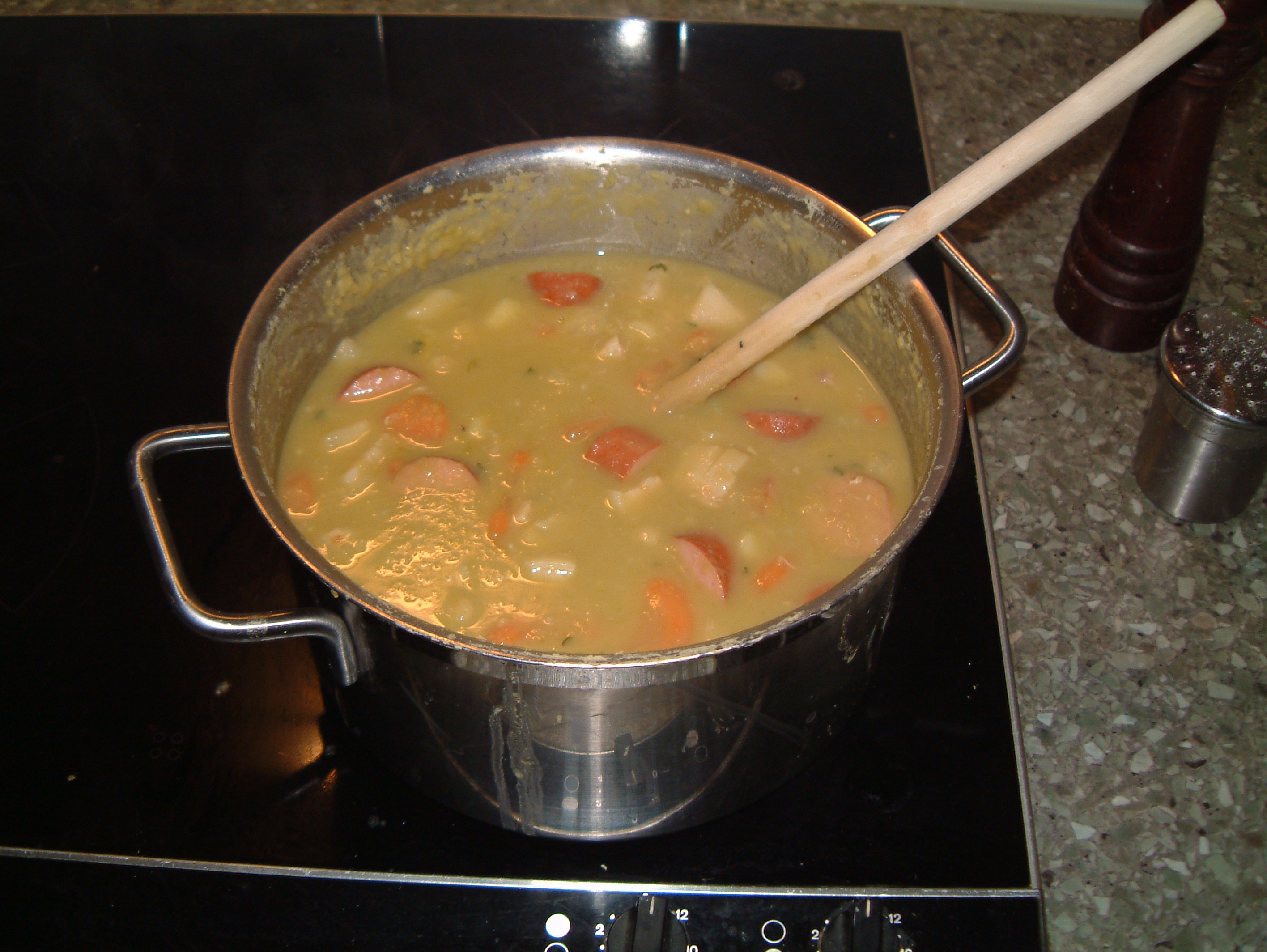
Um Erwtensoep (sopa de ervilhas) em processo de elaboração, é o prato nacional da Holanda

A Culinária dos Países Baixos se caracteriza pelo consumo de grandes quantidades de batatas, tal como sugere o pintor Holandês Vincent van Gogh em seu quadro intitulado Os Comedores de Batata. 
É muito popular uma torrada redonda untada com manteiga chamada beschuit, que habitualmente se come no pequeno-almoço, com diferentes sabores e que se emprega em diferentes celebrações. 
É muito conhecida pelos queijos, alguns muitos populares, como o Gouda, o Edam e o Leyden. Muitas cidades do leste dos Países Baixos possuem seus próprios queijos, alguns deles somente distinguíveis  pelo sabor e aparência exterior.

## Os ingredientes
O ingrediente mais habitual da cozinha holandesa é a batata, acompanhando normalmente pratos com carne ou com verduras. 
Peixe é consumido em grande quantidade. Este país tem uma longa costa e uma importante indústria pesqueira. Seus produtos marinhos provêem do mar do Norte. Entre os pescados típicos se encontra a enguia, que se serve fumada e se conhece como gerookte paling e se serve como refeição. Em sanduíches é conhecido como broodje paling. 
No terreno dos mariscos, se comem os mexilhões, que se podem preparar fritos em manteiga, e uma espécie de camarão (Crangon crangon) pequeno, que se come com diferentes molhos. As ostras vem da província de Zelândia. 
Falta mencionar o haring, arenque conservado em salmoura e que se come cru. Se serve sozinho ou acompanhado de cebolas cruas. Também se come em sanduíches de centeio. "Zure Haring" é o arenque em conserva com vinagre natural, cebola, sal, pimenta, junípero e várias outras especiarias. Uma modificação do "zure haring" é o "zure bom" (bomba ácida), que é um pepino grande em conserva enrolado com um arenque em conserva.

### Queijos

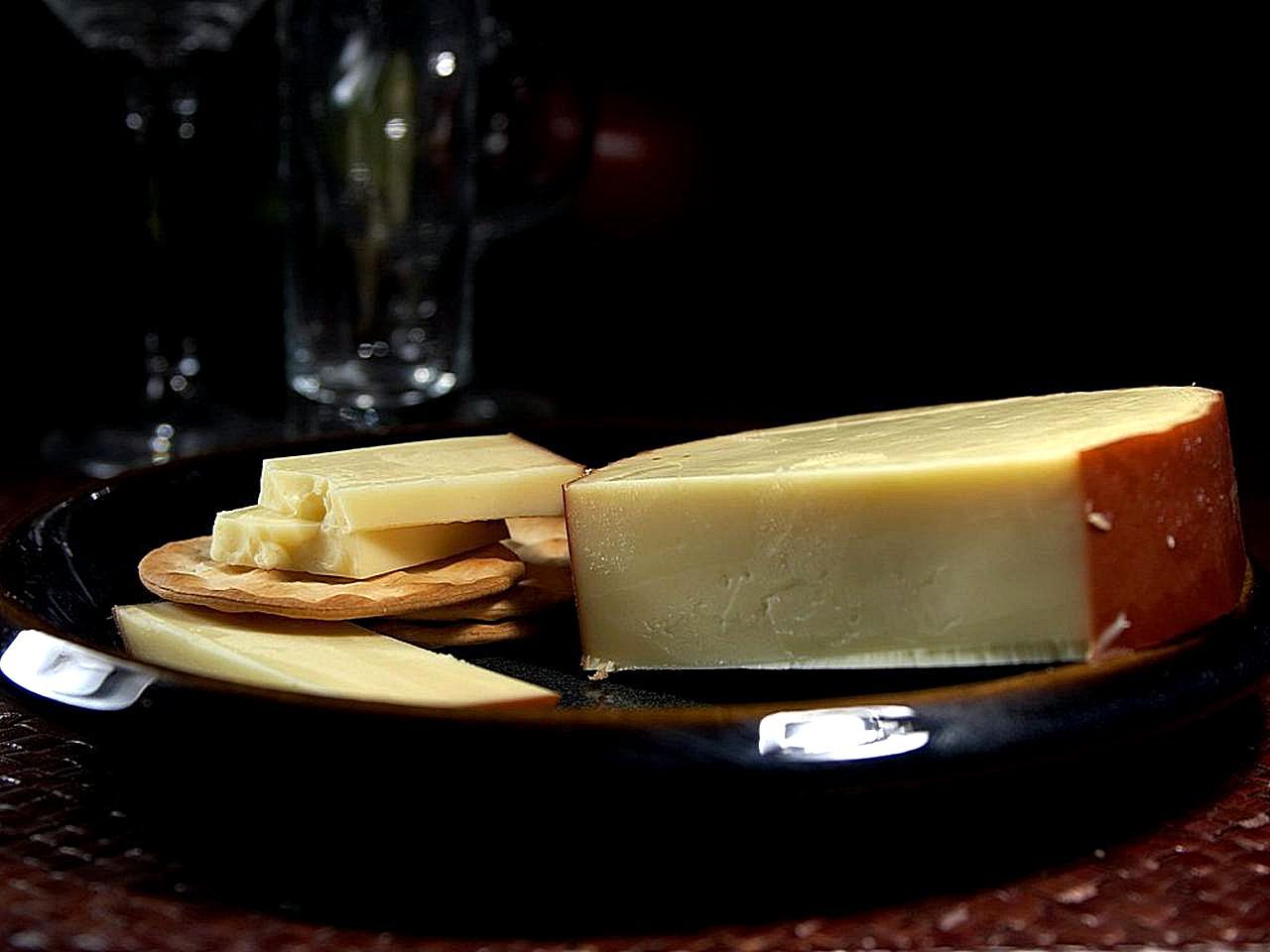
Queijo Gouda

O queijo é um dos elementos culinários mais representativos da cozinha dos Países Baixos, alguns mundialmente conhecidos, como por exemplo o suave e cremoso Gouda e o Edam, denominado às vezes como queijo de bola, por ter um cobertura de cera vermelha em um aspecto esférico. Este queijo pode ser tenro,  que se deve madurar somente durante dois ou três meses, ou envelhecido, com um período de maturação muito superior, que pode alcançar 20 meses. O sabor em ambos os casos é ligeiramente salgado e é diretamente proporcional ao tempo empregado em sua cura: quanto mais tempo, mais salgado. 
Outros queijos holandeses são: Leerdammer, Mimolette e o Roomano. As denominações de origem protegidas oficialmente a nível europeu são:
- Boeren-Leidse met sleutels
- Kanterkaas, Kanternagelkaas, Kanterkomijnekaas
- Noord-Hollandse Edammer
- Noord-Hollandse Gouda

### Cervejas
As cervejas mais conhecidas são de produção nacional e, devido a forte exportação, são conhecidas em quase todo o mundo. 
Entre elas estão Heineken e Amstel, ambas de sabor mais suave. No terreno das cervejas com sabores mais fortes estão a Oranjeboom e a Grolsch. 
Existe na Holanda uma tradição para elaboração de cerveja local, típica nos países do norte da Europa. Aliás, a cidade de Ámsterdam elabora a cerveja Columbus, Limburgo, Brabante Septentrional, Brand, Bavária e Gulpen.

### Bebidas destiladas
No terreno das bebidas destiladas, é típico da região de Maastricht um licor (advocaat) elaborado com bagos e cascas de aliso. Entre as bebidas destiladas com menor conteúdo alcoólico está o Vieux que é uma espécie de conhaque holandês.
A bebida mais popular na Holanda é a genebra (jenever). Ocasionalmente a genebra acompanha a cerveja em um pequeno copo de licor, conhecido como borrel ou  kopstoot.

## Costumes

### O Pequeno-Almoço
O pequeno-almoço se serve muito cedo e habitualmente é forte e muito variado, à base de elementos doces e salgados: queijos, fiambre, manteiga de amendoim, pastas de chocolate, etc. Também se consomem fatias de bolos de especiarias doces, muitas vezes barrados com manteiga, como o kruidkoek ou mesmo bolinhos recheados com gengibre gemberkoekjes.
Para acompanhar bebe-se leite e café.

### Almoço
Usualmente deve ser ligeiro e é preferível hoje em dia o estilo de comida rápida ("fast food"). Nesta hora é mais habitual o sanduiche chamado uitsmijter, que nada mais é do que dois ovos estrelados, sobre duas fatias de pão, queijo e opcionalmente fiambre. 
São muitos populares o pastel saucijzenbroodje e o pannekoeken, que é uma espécie de crepe em duas variantes: doce ou salgado. 
Para sobremesa  tomam-se as famosas Droste que são pastilhas redondas de chocolate provenientes de Haarlem ou os bolinhos recheados com gengibre "gemberkoekjes".
As Patat são batatas fritas com muita maionese. Se encontram em qualquer lanchonete, e são muito comuns em todo o país.

### Lanche
A meio da tarde consome-se bolos ou tartes vlaai que se acompanha com café ou chocolate quente, que em ocasionalmente vem acompanhado de creme (nata) fresca batida (slagroom).
Os países baixos são conhecidos pelo pouco hábito de comer pão por isso  há o hábito de comer pequenas panquecas poffertjes cobertas com manteiga derretida e açúcar em pó.

### Jantar
Nos costumes culinários desta região da Europa, o jantar, ou ceia, é considerado como a refeição principal. Nesse momento se pode servir o prato típico dos Países Baixos: o Rijsttafel ("mesa de arroz") se trata de una variedade de pratos a base de arroz servidos com diversos acompanhamentos tais como: legumes, carne picada e aves, pescado, etc. O Rijsttafel tem sua origem na Indonesia (antiga colônia  Holandesa ): a base é arroz mas é acompanhado de muitas outras comidas típicas indonésias. ORijsttafel é uma invenção neerlandesa porque os neerlandeses queriam provar de tudo um pouco durante sua permanência na Indonésia e aí se formou este prato típico. Outro prato procedente desta etapa culinária é o Erwtensoep (sopa de ervilhas), uma das especialidades de da comida neerlandesa; é un prato típico de inverno, que habitualmente é acompanhado de pão de centeio e "katenspek", bacon neerlandés. 
No inverno também se come "stamppot" (puré de batatas com verdura). Uma comida típica que tem suas raízes na Espanha. Durante a guerra de 1568-1648, quando os habitantes de Leiden triunfaram sobre os conquistadores espanhóis, encontraram entre seus pertences batatas, cebolas e cenouras. Este "tesouro" levou também à criação do prato típico conhecido como "Hutspot": um guisado de carne acompanhado de verduras.

## Alguns Pratos
A sopa de ervilhas denominada Erwtensoep é uma das especialidades da cozinha holandesa. Se diz que sua origem provem dos marinheiros, que lhe achavam muito nutritivo. Este prato contem também batatas, alho, pé de porco, salsichas e aipo, sal e pimenta. Normalmente é acompanhado de fatias de pão de centeio denominado roggebrood.
Um prato com verduras é o boerenkool, outro dos pratos mais populares, que se prepara à base de repolho cozido misturado com puré de batata e acompanhado com uma salsicha defumada 'rookworst .

### Lista de alguns Pratos
| ' Almoço Prato principal - Broeder (às vezes servido como sobremesa) - Hete Bliksem - Hutspot - Jachtschotel - Pannenkoeken - Erwtensoep / Snert (às vezes servido como lanche) - Poffertjes (às vezes servido como lanche) - Ratjetoe - Zuurkool stamppot - Stamppot Boerenkool - Vijfschaft Entradas - Balkenbrij - Blinde vink - Bloedworst - Butter en eek - Droge worst - Eierbal - Wentelteefje - Hollandse nieuwe - Vleesbrood/Gehaktbrood - Rollmops - Stoofperen (peras ensopadas) - Zure zult | Lanches - Bitterballen - Frikandel - Huzarensalade - Kroket - Batatas fritas - Piccalilly - Spekdik Outros 'lanches' - Appelstroop - Kruudmoes - Molleboon - Pindakaas - Hagelslag - Uierboord Sobremesas - Appelgebak - Broodpap - Chocoladefondue - Drie in de pan - Griesmeelpudding - Grutjespap - Haagse bluf - Hangop - Jan in de zak - Karnemelksepap - Krentjebrij - Pruimencompôte - Rijstebrij (pudim de arroz) - Vla - Watergruwel | Pratos de massa lanches - Appelflap - Appeltaart - Arnhemse meisjes - Arretjescake - Banketstaaf - Bolus - Borstplaat - Bossche bol - Brabants worstenbroodje - Dikke koek - Drop - Fryske dumkes - Gevulde koek - Groninger koek - Janhagel - Ketelkoek - Kindermanstik - Knieperties - Krakeling - Krentenwegge - Kruidkoek - Limburgse vlaai - Nonnevotten - Oliebol - Ouwewijvenkoek - Poffertjes - Rijstekoek - Slagroomtaart - Spekkoek - Sprits - Suikerbrood - Tompouce - Trommelkoek biscoitos - Bitterkoekjes - Kletskop - Pepernoten - Speculaas - Stroopwafel - Taai-taai | Bebidas tradicionais - Advocaat - Anijsmelk - Boerenjongens - Boerenmeisjes - Brandewijn - Heet bier - Hot chocolate - Jenever - Kandeel - Karnemelk - Koffie verkeerd - Korenwijn - Kraamanijs - Kwast - Lager - Oranjebitter - Trappist beer |

## Doces e sobremesas
Um doce muito famoso na Holanda é Drop: se trata de um caramelo de regaliz muito popular, elaborado com regaliz, que possui versões tanto doces como salgados, em algumas ocasiões se saboriza com  coco ralado, (Engelse drop ou drop inglês), mel (honingdrop), menta (muntdrop), e folhas de louro, o salmiak.

### Doces deSinterklaas
Com a chegada das celebrações da Sinterklaas (goedheiligman) aparecem em cena culinária holandesa uma variedade de doces que se identificam claramente com a tradição e celebração da festa de São Nicolau (5 de dezembro). 
Entre os doces mais populares se encontram os pequeas bolinhos recheados denominados pepernoten, os kruidnoten, os pequenos mazapanes, os borstplaat, assim como os speculaas (ou  bisschopskoek), taaitaai, suikergoed, popjes van chocolade (bonecos de chocolate), e banketletters. 
Um dos doces mais típicos nos Países Baixos nesta época são os chocoladeletter ('letras de chocolate'). Um dos personagens mais populares do  Sinterklas: Zwarte Piet (o negro pedrinho) é o encarregado de lançar estes doces nas casas, e em lugares públicos, numa operação que se denomina strooigoed.